# The Prisoners of Time
The Prisoners of Time – pierwsze demo zespołu Lacrima, nagrane w 1997 roku.

## Lista utworów
1. "Prolog" – 4:48
2. "Crying Willows" – 6:57
3. "I Shouldn't" – 4:29
4. "Trivial Wishes" – 5:33
5. "Dying Hope" – 6:21
6. "Almanach" – 5:09
7. "The Time of Knight’s Return" – 4:22
8. "Epilog" – 6:13

## Twórcy
- Kuba Morawski – śpiew, gitara oprawa graficzna albumu, produkcja